# Slimane Chenine
Slimane Chenine (en arabe : سليمان شنين) , né en 1965, est un journaliste et homme politique algérien, membre du parti islamiste El Bina et député membre du bloc parlementaire de l'Union Ennahda-Adala-Bina.
En 2019, il est élu président de l'Assemblée populaire nationale, dans le contexte des manifestations en cours depuis le début de l'année. Il est alors le premier opposant et le premier islamiste à diriger la chambre basse.

## Biographie
Slimane Chenine est né en 1965 à Ouargla, une ville du sud de l'Algérie (750 km au sud-ouest d'Alger). Il est un des fondateurs de l’Union générale étudiante libre (UGEL), un syndicat réputé proche du courant islamiste.

### Carrière politique
À Ouargla, il adhère au mouvement mené par Mahfoud Nahnah, représentant du mouvement des Frères musulmans en Algérie et milite au sein du Hamas algérien, qui deviendra le Harakat Moujtam’a al-Silm (Mouvement de la société pour la paix, HMS ou MSP).
Il connait une évolution rapide dans ce parti, devenant conseiller politique et secrétaire particulier de Mahfoud Nahnah, qui le nomme à la tête du service communication du HMS où il va acquérir une bonne connaissance de la presse algérienne, vendant bien l'image du parti à la fin des années 1990 et début des années 2000. 
À la mort de Nahnah en 2003, plusieurs cadres du mouvement dont Slimane Chenine quittent le parti, en désaccord avec le nouveau dirigeant Bouguerra Soltani, Chenine souhaitant rester fidèle à la ligne de Nahnah.  Il est l'un des fondateurs, en mars 2003, du mouvement El Bina’a al -Watani (en arabe : البناء الوطني) (« la construction nationale ») avec Abdelkader Bengrina, ancien ministre du Tourisme, originaire comme Chenine de Ouargla, et Ahmed Dane, ancien membre dirigeant du MSP. El Bina, de tendance islamo-nationaliste modérée, est, à l'instar du MSP, proche des Frères musulmans. Chenine dirige alors le conseil politique du parti, qui se situe alors dans l'opposition au pouvoir en place.
Il est élu député à l'Assemblée populaire nationale en 2017 et son parti s'associe avec Ennahda et El Adala pour former un groupe parlementaire à tendance islamiste qu'il préside jusqu'en 2019.
Slimane Chenine est membre de l'Union des parlementaires arabes et un des fondateurs de la Ligue des parlementaires pour El Qods,.
Il apporte publiquement son soutien dès le début, en février 2019, à la grande contestation populaire en Algérie, le Hirak, et participe à des marches à Alger et à Ouargla.
Il est élu le 10 juillet 2019 président de l'Assemblée populaire nationale, une semaine après la démission de Mouad Bouchareb et grâce à l'apport des voix des partis au pouvoir (FLN et RND notamment), les députés du FLN n'ayant pas réussi à se mettre d'accord sur un candidat unique de leur parti. C'est la première fois qu'un opposant et qu'un islamiste préside cette assemblée. En septembre 2020, évoquant les coupures d'eau, les dysfonctionnements d'internet, et le manque de liquidités dans les bureaux de Poste, il évoque un « complot » et accuse, sans les citer « certaines parties mal intentionnées », qu'il qualifie de « conspirateurs qui veulent semer le doute ».

### Carrière de journaliste
Slimane Chenine dirige le quotidien arabophone Al Ra’id. Il a créé à Alger le Centre Ra’id pour les études stratégiques.

### Vie privée
Il est marié et père de 3 enfants.